# Kepler-probléma
A Kepler-probléma, amelyet Johannes Kepler az Astronomia Nova címmel kiadott művében vetett fel, a Nap körül keringő bolygók mozgását leíró egyenlet megadása. A megoldásnak az elméleti alkalmazások (asztrofizika, atomfizika) mellett az időszámításban, a navigációban is fontos szerepe van.
Lásd még: időegyenlet.

## A probléma felvetése
A Kepler-törvények a kopernikuszi állításon kívül, miszerint a bolygórendszer középpontja nem a Föld, hanem a Nap, azt is kimondják, hogy
1. a bolygók – így a Föld is – Nap fókuszpontú ellipszis pályán mozognak,
2. a mozgás során a bolygótól a Naphoz húzott vezérsugár egyenlő idők alatt egyenlő területeket súrol, tehát a bolygó nem egyenletes mozgást végez.

A feladat ezen mozgás hely-idő összefüggésének megadása.
Kepler a problémára a következő megoldást találta. Tekintsünk egy olyan körpályát, melynek középpontja a földpálya középpontja, sugara pedig a földpálya fél nagytengelye. Ezen a pályan mozogjon egy test egyenletes sebességgel (lásd az animációt).
A valódi Föld NF vezérsugarának meghosszabbításával érzékelhetővé válik a két objektum mozgásának eltérése. A Föld a napközeltől indulva siet, majd lassulva ismét „találkozik” az egyenletes mozgású égitestel. A naptávolt elhagyva a viszonyok megfordulnak: a Föld kezdetben lemarad, majd felgyorsulva utoléri az „etalont”.
A részletes ábrán a P pont a pályának az a pontja, ahol a bolygó a központi égitesthez legközelebb van: perihélium. A bolygó pillanatnyi helyzetét egyértelműen megadja az az ω szög, melyet az NF vezérsugár az NP tengellyel bezár, ezt valódi anomáliának nevezzük.
A cél az ω = ω(t) összefüggés meghatározása.

### A megoldás
Jelöljük meg azt az E pontot, mely a kör-ellipszis affinitásában a bolygó megfelelője. Az affinitás aránya b/a. Ebből a megfelelő szakaszokra a.FE' = b.
Az OE'E háromszög η szöge az ú.n. excentrikus anomália. Ezzel a szöggel és az ellipszis adataival az ω szög tangense kifejezhető:
{\displaystyle \mathrm {tg} (\omega )={\frac {b\cdot \sin \eta }{a\cdot \cos \eta -c}}}.
A megoldáshoz szükséges másik összefüggést a II. Kepler törvény alapján kapjuk. Az NPF ellipszisszelet területe ugyanis:
{\displaystyle \Phi ={\frac {ab}{2}}(\eta -{\frac {c}{a}}\sin \eta )}.
A vezérsugár által súrolt terület a t idővel arányos (ez maga Kelper II. törvénye), ezért:
{\displaystyle \eta -e\sin \eta =2\pi t\,},
ahol t a perihélium-átmenet óta eltelt idő években, e pedig az ellipszis numerikus excentricitása: e = c/a. Az egyenlet jobb oldalán álló kifejezés az ábrán μ-vel jelölt közepes anomália, a körpályán egyenletesen keringőnek képzelt 'közép' Föld vezérsugarának irányszöge.
Az ω = ω(t) egyenletet e két egyenletből az η kiküszöbölésével kaphatnánk meg, azonban ez algebrai eszközökkel nem, csupán közelítő módszerekkel érhető el. A csillagászati számításoknál a Lagrange-féle közelítő sort használják:
{\displaystyle \omega =2\pi t+2e\cdot \sin(2\pi t)+1,25e^{2}\cdot \sin(4\pi t)+\dots }
Ugyanez a közepes anomáliával kifejezve:
{\displaystyle \omega =\mu +2e\cdot \sin(\mu )+1,25e^{2}\cdot \sin(2\mu )+\dots }
A földpálya esetén ez a másodfokú közelítés elegendő, mivel az excentrumosság e ≈ 0,01674, ezért már a végtelen sor harmadfokú tagja 1"-nél kisebb eltérés okozna. Azoknál a bolygóknál, holdaknál, amelyeknek a pályája lapultabb, a további tagokat is figyelembe kell venni. (például a Mars-pálya excentricitása 0,0933 , ezért a sor két további tagjával is számolni kell.)

## A newtoni megoldás
A Kepler-problémára később Newton adott megoldást az általános tömegvonzás törvényének felismerésével. A Napot választva a mozgást leíró koordináta-rendszer origójának és a NP vektort a rendszer tengelyének, a mozgásegyenletek mind derékszögű, mind polárkoordinátákban felírhatók. Ezekből mind maguk a Kepler-törvények, mind pedig a koordináták és a mozgásidő kapcsolatai levezethetők. A számítási nehézség azonban ekkor sem kerülhető el, mivel az alaptörvényből csak az ω = ω(t) függvény inverze vezethető le:
{\displaystyle t=t(\omega )={\frac {1}{h}}\int \limits _{0}^{\omega }({\frac {dr}{dt}})^{2}d\omega } ,
aminek megoldása zárt alakban nem adható meg. A képletben szereplő h konstans
a T keringési időből és a pálya adataiból (a,b) számítható:
{\displaystyle h={\frac {2\pi ab}{T}}} .